# NWA World Television Championship
Le NWA World Television Championship (que l'on peut traduire par championnat du monde Télévision de la NWA) est un championnat de catch utilisé par la National Wrestling Alliance (NWA). Il est annoncé par la NWA le 14 décembre 2019 et se veut être dans la continuité du championnat Télévision de la NWA utilisée par la Mid-Atlantic Championship Wrestling (en) puis par la World Championship Wrestling jusqu'en 1991. Le premier champion est Ricky Starks qui a vaincu Trevor Murdoch en finale d'un tournoi le 24 janvier 2020.

## Histoire du championnat

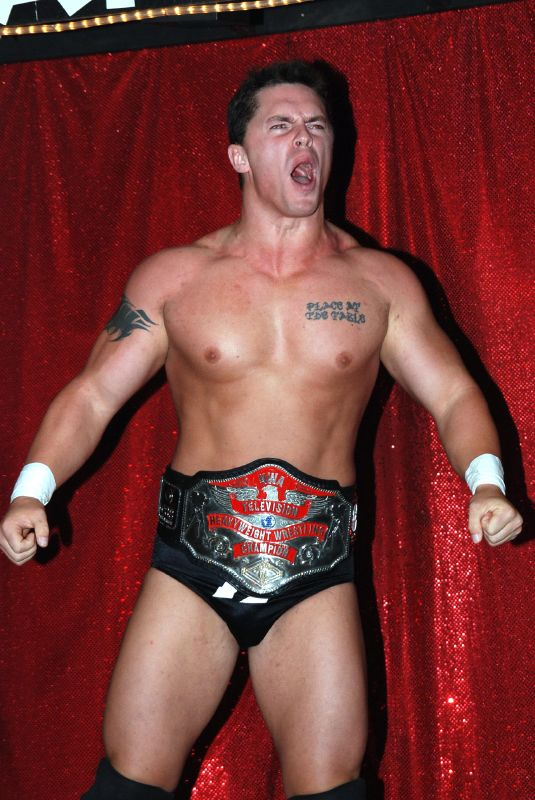
Un catcheur avec une ceinture semblable à l'originelle de champion Télévision de la NWA.

Le 14 décembre 2019, Stu Bennett qui est commentateur de l'émission NWA Power (en) sur Youtube annonce le retour du championnat du monde Télévision de la National Wrestling Alliance (NWA). La NWA présente ce nouveau championnat comme étant dans la lignée du  championnat Télévision de la NWA utilisée par la Mid-Atlantic Championship Wrestling (en) puis par la World Championship Wrestling jusqu'en 1991. D'ailleurs, la NWA restaure la ceinture créé par Reggie Parks. Le 17 décembre, la NWA annonce qu'un tournoi va avoir lieu le 24 janvier 2020 durant NWA Hard Times (en) pour désigner le premier champion. Les participants sont :
- Tim Storm[3] ;
- Ken Anderson[3] ;
- Ricky Starks[3] ;
- Matt Cross[3] ;
- Dan Maff[3] ;
- Zicky Dice[3] ;
- Trevor Murdoch[3] ;
- Question Mark[3].

|  | Quarts de finale | Quarts de finale | Quarts de finale | Quarts de finale |              |              | Demi-finales | Demi-finales | Demi-finales | Demi-finales |  |  | Finale | Finale | Finale | Finale |
|  |                  |                  |                  |                  |              |              |              |              |              |              |  |  |        |        |        |        |
|  |                  |                  |                  |                  |              |              |              |              |              |              |  |  |        |        |        |        |
|  |                  |                  |                  |                  |              |              |              |              |              |              |  |  |        |        |        |        |
|  | Tim Storm        | Tim Storm        | Forfait          | Forfait          |              |              |              |              |              |              |  |  |        |        |        |        |
|  | Tim Storm        | Tim Storm        | Forfait          | Forfait          |              |              |              |              |              |              |  |  |        |        |        |        |
|  | Ken Anderson     | Ken Anderson     | 0:00             | 0:00             |              |              |              |              |              |              |  |  |        |        |        |        |
|  | Ken Anderson     | Ken Anderson     | 0:00             | 0:00             | Tim Storm    | Tim Storm    | 4:55         | 4:55         |              |              |  |  |        |        |        |        |
|  |                  |                  |                  |                  | Tim Storm    | Tim Storm    | 4:55         | 4:55         |              |              |  |  |        |        |        |        |
|  |                  |                  | Ricky Starks     | Ricky Starks     | Tombé        | Tombé        |              |              |              |              |  |  |        |        |        |        |
|  | Ricky Starks     | Ricky Starks     | Ricky Starks     | Ricky Starks     | Tombé        | Tombé        | Tombé        | Tombé        |              |              |  |  |        |        |        |        |
|  | Ricky Starks     | Ricky Starks     |                  |                  |              |              |              | Tombé        |              |              |  |  |        |        |        |        |
|  | Matt Cross       | Matt Cross       | 3:45             | 3:45             |              |              |              |              |              |              |  |  |        |        |        |        |
|  | Matt Cross       | Matt Cross       | 3:45             | 3:45             | Ricky Starks | Ricky Starks | Tombé        | Tombé        |              |              |  |  |        |        |        |        |
|  |                  |                  |                  |                  | Ricky Starks | Ricky Starks | Tombé        | Tombé        |              |              |  |  |        |        |        |        |
|  |                  |                  | Trevor Murdoch   | Trevor Murdoch   | 9:20         | 9:20         |              |              |              |              |  |  |        |        |        |        |
|  | Dan Maff         | Dan Maff         | Trevor Murdoch   | Trevor Murdoch   | 9:20         | 9:20         | Tombé        | Tombé        |              |              |  |  |        |        |        |        |
|  | Dan Maff         | Dan Maff         |                  |                  |              |              |              |              |              |              |  |  |        |        |        |        |
|  | Zicky Dice       | Zicky Dice       | 3:05             | 3:05             |              |              |              |              |              |              |  |  |        |        |        |        |
|  | Zicky Dice       | Zicky Dice       | 3:05             | 3:05             | Dan Maff     | Dan Maff     | 3:10         | 3:10         |              |              |  |  |        |        |        |        |
|  |                  |                  |                  |                  | Dan Maff     | Dan Maff     | 3:10         | 3:10         |              |              |  |  |        |        |        |        |
|  |                  |                  | Trevor Murdoch   | Trevor Murdoch   | Tombé        | Tombé        |              |              |              |              |  |  |        |        |        |        |
|  | Trevor Murdoch   | Trevor Murdoch   | Trevor Murdoch   | Trevor Murdoch   | Tombé        | Tombé        | Tombé        | Tombé        |              |              |  |  |        |        |        |        |
|  | Trevor Murdoch   | Trevor Murdoch   |                  |                  |              |              |              | Tombé        |              |              |  |  |        |        |        |        |
|  | Question Mark    | Question Mark    | 3:10             | 3:10             |              |              |              |              |              |              |  |  |        |        |        |        |
|  | Question Mark    | Question Mark    | 3:10             | 3:10             |              |              |              |              |              |              |  |  |        |        |        |        |
|  |                  |                  |                  |                  |              |              |              |              |              |              |  |  |        |        |        |        |

| # | Champion          | Règne | Date              | Durée                    | Évènement           | Lieu                                                                                            | Notes                                                                | Réf    |
| - | ----------------- | ----- | ----------------- | ------------------------ | ------------------- | ----------------------------------------------------------------------------------------------- | -------------------------------------------------------------------- | ------ |
| 1 | Ricky Starks      | 1     | 24 janvier 2020   | 2 jours                  | NWA Hard Times (en) | Atlanta (Géorgie)                                                                               | Il bat Trevor Murdoch en finale d'un tournoi.                        | [ 5 ]  |
| 2 | Zicky Dice        | 1     | 26 janvier 2020   | 8 mois et 24 jours       | NWA Powerrr         | Atlanta (Géorgie)                                                                               | Au cours d'un enregistrement de NWA Powerrr (en) diffusée le 3 mars. | ,      |
| 3 | Da Pope           | 1     | 20 octobre 2020   | 9 mois et 17 jours       | UWN Primetime Live  | Port Hueneme (Californie)                                                                       | Au cours d'un spectacle de catch de l' United Wrestling Network.     | [ 8 ]  |
| 4 | Tyrus             | 1     | 6 août 2021       | 1 an, 1 mois et 18 jours | NWA Extra Powerrr   | Atlanta (Géorgie)                                                                               |                                                                      | [ 9 ]  |
| — | Vacant            | __    | 24 septembre 2022 | __                       | __                  | Tyrus remet le titre vacant pour obtenir une opportunité au NWA World Heavyweight Championship. |                                                                      |        |
| 5 | Jordan Clearwater | 1     | 12 novembre 2022  | 3 mois                   | Hard Times 3        | La Nouvelle-Orléans (Louisiane)                                                                 |                                                                      |        |
| 6 | Thom Latimer      | 1     | 12 février 2023   | 2 ans, 1 mois et 2 jours | NWA Powerrr         | Tampa (Floride)                                                                                 | Diffusé le 14 février 2023.                                          | [ 10 ] |